# Louis Pierre Schilt
Louis Pierre Schilt (* 11. September 1790 in Paris; † 13. September 1859 in Sèvres) war ein französischer Porzellanmaler.

## Leben
Louis Pierre Schilt war für die von Johann Nepomuk Hermann Nast gegründete Porzellanmanufaktur Nast und ab 1822 als Blumenmaler für die Porzellanmanufaktur in Sèvres tätig. Sein Sohn Abel wurde am 20. September 1820 in Paris geboren. Er wurde ein Schüler seines Vaters und arbeitete später ebenfalls als Porzellanmaler in Sèvres.